# Venecia
Venecia (en italiano Venezia [veˈnɛʦːi̯a]ⓘ y en véneto Venèsia [veˈnɛsi̯a]) es una ciudad ubicada en el noreste de Italia. Es también la capital de la región véneta y de la provincia de Venecia. Su centro histórico, declarado Patrimonio de la Humanidad por la Unesco, está situado en un conjunto de islas en la laguna de Venecia, en el norte del mar Adriático. Su particularidad geográfica, así como su milenaria historia y su riquísimo patrimonio monumental y artístico, han hecho de Venecia uno de los destinos turísticos más impactantes y populares del mundo.
La ciudad está construida sobre un archipiélago de 118 pequeñas islas (si incluimos las islas de Murano, Burano y Torcello), casi todas ellas unidas entre sí por 455 puentes, e incluye seis distritos o municipalità en tierra firme (terraferma veneziana) donde vive la mayoría de la población: unos 60 000 habitantes en el centro insular y 200 000 en tierra firme. Se llega al centro de Venecia por el Puente de la Libertad, que da acceso desde la vecina localidad de Mestre al Piazzale Roma. En el interior de la ciudad no hay tráfico rodado, siendo, a excepción de la navegación por los canales que separan a las islas, una ciudad totalmente peatonal. El transporte colectivo se realiza mediante embarcaciones transbordadoras conocidas como vaporettos. Están a cargo de la empresa municipal ACTV.
Sus canales componen un gran entramado a modo de calles que parten del Gran Canal, gran vía por donde hay movimiento de multitud de embarcaciones, grandes y pequeñas, las más conocidas de las cuales son las llamadas góndolas.

## Clima
De acuerdo a la clasificación climática de Köppen, Venecia tiene un clima subtropical húmedo (Cfa), con inviernos fríos y veranos cálidos. El promedio de 24 horas en enero es de 3,8 grados Celsius (38,8 °F), y para julio esta cifra es de 23,8 grados Celsius (74,8 °F). La precipitación se extiende de manera relativamente uniforme a lo largo del año con un promedio de 748 milímetros (29,4 plg).
| Parámetros climáticos promedio de Venecia (normales 1991–2020, extremos 1961–presente)                | Parámetros climáticos promedio de Venecia (normales 1991–2020, extremos 1961–presente) | Parámetros climáticos promedio de Venecia (normales 1991–2020, extremos 1961–presente) | Parámetros climáticos promedio de Venecia (normales 1991–2020, extremos 1961–presente) | Parámetros climáticos promedio de Venecia (normales 1991–2020, extremos 1961–presente) | Parámetros climáticos promedio de Venecia (normales 1991–2020, extremos 1961–presente) | Parámetros climáticos promedio de Venecia (normales 1991–2020, extremos 1961–presente) | Parámetros climáticos promedio de Venecia (normales 1991–2020, extremos 1961–presente) | Parámetros climáticos promedio de Venecia (normales 1991–2020, extremos 1961–presente) | Parámetros climáticos promedio de Venecia (normales 1991–2020, extremos 1961–presente) | Parámetros climáticos promedio de Venecia (normales 1991–2020, extremos 1961–presente) | Parámetros climáticos promedio de Venecia (normales 1991–2020, extremos 1961–presente) | Parámetros climáticos promedio de Venecia (normales 1991–2020, extremos 1961–presente) | Parámetros climáticos promedio de Venecia (normales 1991–2020, extremos 1961–presente) |
| Mes                                                                                                   | Ene.                                                                                   | Feb.                                                                                   | Mar.                                                                                   | Abr.                                                                                   | May.                                                                                   | Jun.                                                                                   | Jul.                                                                                   | Ago.                                                                                   | Sep.                                                                                   | Oct.                                                                                   | Nov.                                                                                   | Dic.                                                                                   | Anual                                                                                  |
| --- | -------------------------------------------------------------------------------------- | -------------------------------------------------------------------------------------- | -------------------------------------------------------------------------------------- | -------------------------------------------------------------------------------------- | -------------------------------------------------------------------------------------- | -------------------------------------------------------------------------------------- | -------------------------------------------------------------------------------------- | -------------------------------------------------------------------------------------- | -------------------------------------------------------------------------------------- | -------------------------------------------------------------------------------------- | -------------------------------------------------------------------------------------- | -------------------------------------------------------------------------------------- | -------------------------------------------------------------------------------------- |
| Temp. máx. abs. (°C)                                                                                  | 15.7                                                                                   | 22.0                                                                                   | 25.3                                                                                   | 27.2                                                                                   | 31.5                                                                                   | 35.2                                                                                   | 36.6                                                                                   | 36.5                                                                                   | 32.4                                                                                   | 27.3                                                                                   | 23.0                                                                                   | 16.7                                                                                   | 36.6                                                                                   |
| Temp. máx. media (°C)                                                                                 | 7.5                                                                                    | 9.2                                                                                    | 13.2                                                                                   | 17.4                                                                                   | 22.0                                                                                   | 26.0                                                                                   | 28.5                                                                                   | 28.4                                                                                   | 23.8                                                                                   | 18.5                                                                                   | 12.9                                                                                   | 8.3                                                                                    | 18                                                                                     |
| Temp. media (°C)                                                                                      | 3.8                                                                                    | 5.0                                                                                    | 8.9                                                                                    | 13.0                                                                                   | 17.7                                                                                   | 21.7                                                                                   | 23.8                                                                                   | 23.7                                                                                   | 19.3                                                                                   | 14.5                                                                                   | 9.3                                                                                    | 4.7                                                                                    | 13.8                                                                                   |
| Temp. mín. media (°C)                                                                                 | 0.1                                                                                    | 0.8                                                                                    | 4.5                                                                                    | 8.7                                                                                    | 13.5                                                                                   | 17.4                                                                                   | 19.2                                                                                   | 18.9                                                                                   | 14.8                                                                                   | 10.5                                                                                   | 5.7                                                                                    | 1.0                                                                                    | 9.6                                                                                    |
| Temp. mín. abs. (°C)                                                                                  | -13.5                                                                                  | -12.6                                                                                  | -7.4                                                                                   | -0.8                                                                                   | 2.0                                                                                    | 7.0                                                                                    | 10.2                                                                                   | 10.0                                                                                   | 5.0                                                                                    | -1.1                                                                                   | -8.8                                                                                   | -12.5                                                                                  | -13.5                                                                                  |
| Precipitación total (mm)                                                                              | 47.0                                                                                   | 48.3                                                                                   | 48.8                                                                                   | 70.0                                                                                   | 66.0                                                                                   | 78.0                                                                                   | 63.9                                                                                   | 64.8                                                                                   | 72.0                                                                                   | 73.5                                                                                   | 65.5                                                                                   | 50.6                                                                                   | 748.4                                                                                  |
| Días de precipitaciones (≥ 1.0 mm)                                                                    | 6.0                                                                                    | 5.2                                                                                    | 5.7                                                                                    | 8.3                                                                                    | 8.2                                                                                    | 8.6                                                                                    | 5.9                                                                                    | 6.1                                                                                    | 5.9                                                                                    | 6.7                                                                                    | 5.8                                                                                    | 5.9                                                                                    | 78.3                                                                                   |
| Horas de sol                                                                                          | 80.6                                                                                   | 107.4                                                                                  | 142.6                                                                                  | 174.0                                                                                  | 229.4                                                                                  | 243.0                                                                                  | 288.3                                                                                  | 257.3                                                                                  | 198.0                                                                                  | 151.9                                                                                  | 87.0                                                                                   | 77.5                                                                                   | 2037.0                                                                                 |
| Humedad relativa (%)                                                                                  | 81                                                                                     | 77                                                                                     | 75                                                                                     | 75                                                                                     | 73                                                                                     | 74                                                                                     | 71                                                                                     | 72                                                                                     | 75                                                                                     | 77                                                                                     | 79                                                                                     | 81                                                                                     | 75.8                                                                                   |
| Fuente n.º 1: Istituto Superiore per la Protezione e la Ricerca Ambientale                            |                                                                                        |                                                                                        |                                                                                        |                                                                                        |                                                                                        |                                                                                        |                                                                                        |                                                                                        |                                                                                        |                                                                                        |                                                                                        |                                                                                        |                                                                                        |
| Fuente n.º 2: Servizio Meteorologico (precipitación 1971–2000, horas de sol 1961–1990) climaintoscana |                                                                                        |                                                                                        |                                                                                        |                                                                                        |                                                                                        |                                                                                        |                                                                                        |                                                                                        |                                                                                        |                                                                                        |                                                                                        |                                                                                        |                                                                                        |

## Historia
Venecia fue fundada en el siglo V, aprovechando su particular geografía, que le daba protección contra los ataques de los pueblos germanos. Inicialmente se encontraba bajo el gobierno del Imperio romano de Oriente, del cual fue independizándose paulatinamente. 
Durante varios siglos, constituida en ciudad-estado, se especializó en la navegación y desarrolló un poderío marítimo que le permitió dominar el comercio mediterráneo. Debido a su ubicación en la encrucijada entre grandes imperios, ocupó una posición dominante en el comercio con los reinos de China e India. Hasta 1797 fue capital de la República de Venecia (conocida como La Serenissima) y, con sus 180 000 habitantes, una de las ciudades más pobladas de Europa. Dirigía la ciudad, a pesar de constituirse nominalmente como república, una especie de monarquía electiva, el dux o dogo, que dirigía junto a otros órganos de gobierno la vida de la ciudad y de sus posesiones.

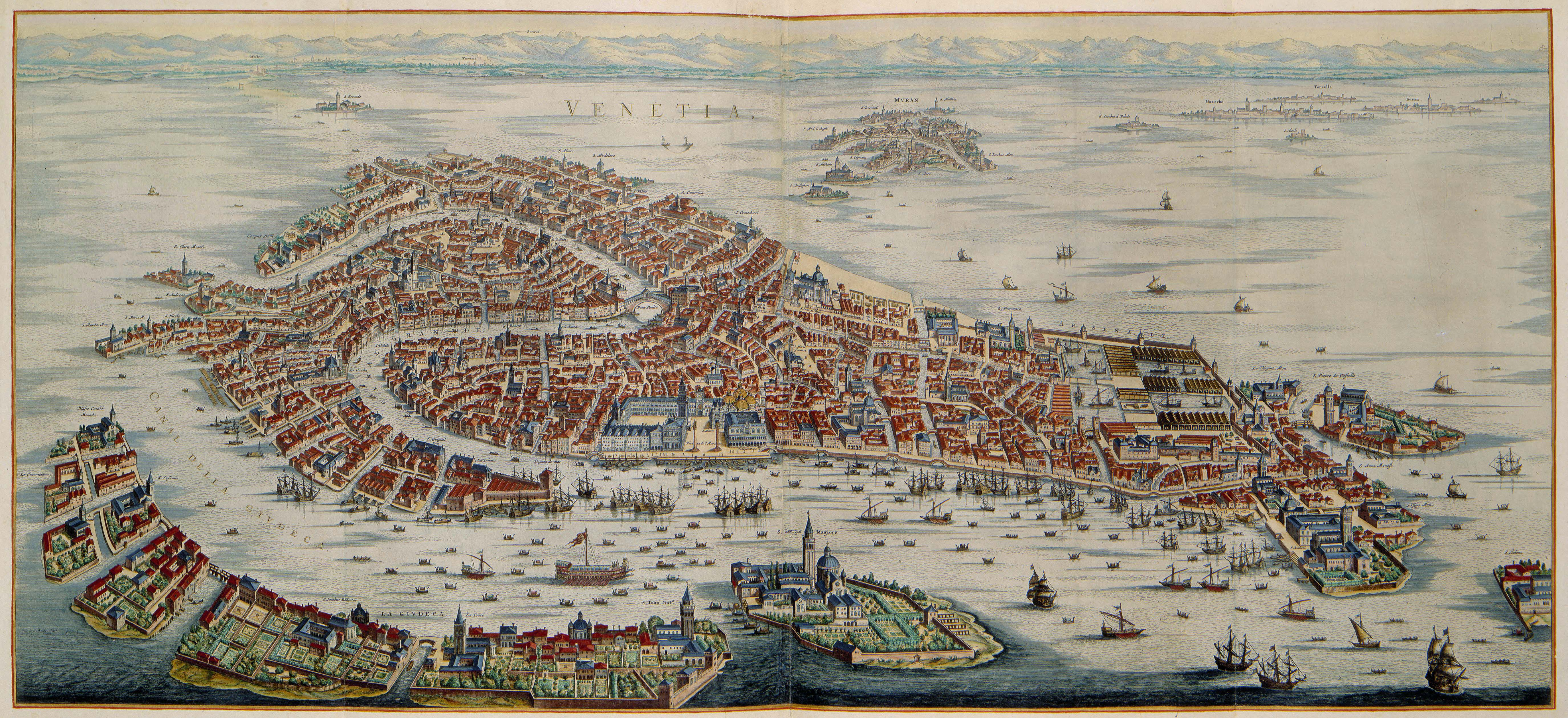
Venecia hacia finales del

Después de una época de dominación francesa (1805-1814) y austriaca (1797-1805 y 1814-1866), Venecia se incorporó a Italia en 1866. Desde su fundación, la ciudad ha sufrido los efectos de inundaciones periódicas. En la actualidad la ciudad afronta una grave amenaza por las repetidas inundaciones. En primavera y otoño tiene lugar la llamada acqua alta (marea alta), dos veces al día, que inunda completamente la plaza de San Marcos. El gobierno italiano comenzó en el 2003 la construcción de un sistema, denominado MOSE (Modulo sperimentale elettromeccanico), para levantar unos diques móviles que se cerrarían en caso de aumento del nivel del agua del mar durante la acqua alta. Fue probado el 10 de julio de 2020 y el 3 de octubre del mismo año se empleó por primera vez para contener las inundaciones que sufría la ciudad.

## Arte y cultura
Venecia goza de una fama legendaria por su amplio patrimonio artístico y largo historial como referencia de la pintura europea. La riqueza de los poderosos de la ciudad (la Iglesia, los políticos y ciertos comerciantes) permitió mantener un prolongado patrocinio sobre pintores, arquitectos y demás artistas: desde Gentile Bellini en el siglo XV hasta Francesco Guardi a finales del siglo XVIII, pasando por Giovanni Bellini, Tiziano, Giorgione, Sebastiano del Piombo, Tintoretto, Veronés, Jacopo Bassano, Giambattista Tiepolo, entre otros. Curiosamente, muchos de estos artistas habían nacido en otras localidades y acudieron a Venecia atraídos por su pujanza.
El estilo de los sucesivos pintores de Venecia mantuvo algunas características comunes (colorido cálido y rico, composiciones monumentales) que irradiaron su influencia por toda Europa. La llamada «Escuela veneciana» influyó en maestros tan diversos como Rubens y Velázquez, y fue decisiva en la génesis de la pintura barroca en el siglo XVII.
La arquitectura de la ciudad experimentó un periodo especialmente brillante durante el Renacimiento, con arquitectos como Mauro Codussi, Pietro Lombardo, autor de bellísimas iglesias, y Jacopo Sansovino, que construyó la monumental Biblioteca Marciana. Andrea Palladio y Vincenzo Scamozzi también dejaron obras notables en la Venecia renacentista. Posteriormente destacará Baldassare Longhena.
Venecia fue un importante centro musical durante siglos. Los numerosos acontecimientos festivos de la ciudad en los cuales la música tenía un papel protagonista, así como los teatros y centros religiosos que demandaban un buen número de obras, atrajeron a maestros foráneos como Monteverdi en el siglo XVI. La actividad musical en la escuela musical veneciana, con compositores como Giovanni Gabrieli, se hizo esplendorosa en el Barroco con Benedetto Marcello, Tomaso Albinoni o el más célebre de todos, Antonio Vivaldi. Aunque la actividad musical languideció a partir del siglo XVIII, autores como Richard Wagner, quien falleció en la ciudad el 13 de febrero de 1883 o Ígor Stravinski, que, aunque murió en Nueva York, quiso que sus restos fueran llevados a Venecia, son reflejo de la importancia de la ciudad no solo como lugar de origen de muchos genios, sino sobre todo como inagotable fuente de inspiración a lo largo de la historia de poetas, músicos, pintores y todo género de artistas.
En Venecia se encuentra uno de los coliseos de ópera más famosos del mundo, el teatro de La Fenice, que literalmente significa "Ave Fénix" y hace honor a su nombre, habiendo surgido de sus cenizas tras repetidos incendios, el último a finales del siglo XX. Fue lugar de estreno de algunas de las más famosas piezas del repertorio, entre ellas varias de Verdi.
La ciudad también fue cuna de famosos escritores como Marco Polo (1254-1324) (aunque existe un debate sobre el lugar de nacimiento de Marco Polo y se propone que haya nacido en la isla de Korčula perteneciente a Croacia) y su célebre libro Il Milione. Destaca también Giacomo Casanova (1725-1798) con su autobiografía, Histoire de ma Vie (Historia de mi vida), que vincula su estilo de vida a la propia ciudad de Venecia. En teatro, destacaron dramaturgos que incorporaron la tradición de teatro italiano de la Comedia del arte pero usando el dialecto veneciano en sus comedias, como Carlo Goldoni.
Desde 1895 la ciudad alberga la Bienal de Venecia, nombre usado normalmente para referirse a la Exposición Internacional de Arte de Venecia, que incluye el Festival Internacional de Cine de Venecia, nacido el 1932. Ambos acontecimientos son los primeros y más antiguos de su clase que todavía se realizan. Otros eventos relacionados con la Bienal son la Exposición Internacional de Arquitectura de Venecia, el Festival de Teatro, el Festival de Danza contemporánea y el Festival de Música contemporánea. Por su antigüedad y prestigio, actualmente la Bienal es una de las citas más importantes de arte contemporáneo en el mundo.
El inmenso acervo cultural de Venecia, resumen de su historia milenaria, fue reconocido por la Unesco con la distinción de Patrimonio de la Humanidad en el año 1987 para el casco histórico de la ciudad y la laguna.

### Universidades

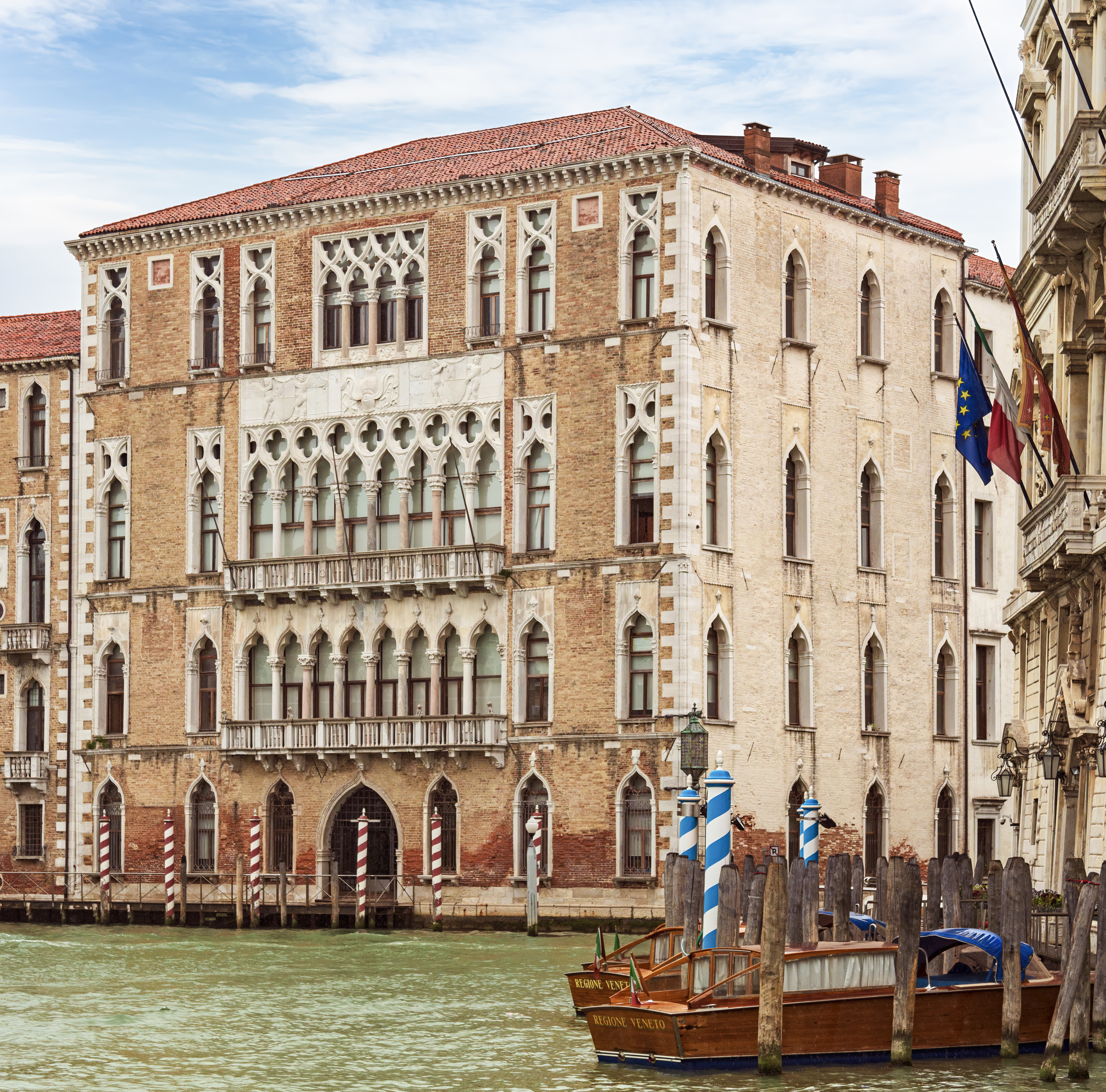
Università Ca' Foscari, pública, fue fundada en 1868.

Venecia cuenta con varias universidades. La Università Ca' Foscari, fundada en 1868, tiene su sede en el Palacio gótico del mismo nombre sobre el Gran Canal. Esta universidad ofrece cursos de economía, comercio, idiomas, literatura, filosofía y ciencias naturales. Está organizada en ocho departamentos y cuatro escuelas interdepartamentales. Durante el curso 2012/2013 contaba con 18 829 estudiantes matriculados.
La otra universidad de la ciudad es la IUAV, una universidad pública de arquitectura, diseño, teatro, moda, artes visuales, urbanística y planificación territorial. Cuenta con sedes en Mestre y Treviso. La universidad de arquitectura fundada en 1926 por Giovanni Bordiga, en aquella época presidente de la Galería de la Academia de Venecia, fue la segunda en Italia tras la de Roma. Hoy en día cuenta con tres departamentos: Arquitectura, edificación y conservación, Cultura de proyectos y el Departamento de diseño y planificación en entornos complejos.

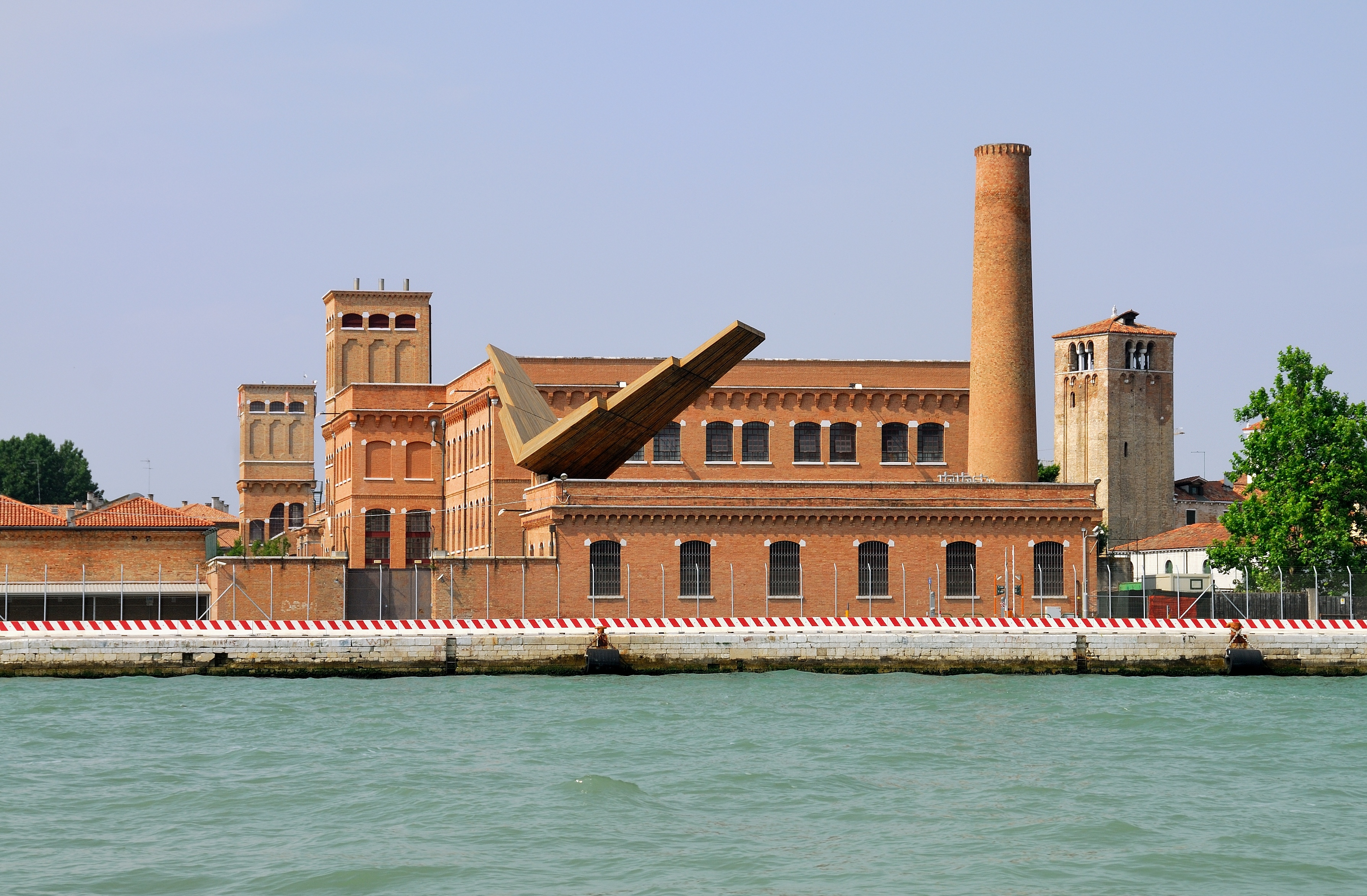
Universidad IUAV de Venecia, fundada en 1926.

La Galería de la Academia de Venecia, fundada el 24 de septiembre de 1750 por voluntad del senado de la República de Venecia tiene su sede principal en el antiguo Hospital de los Incurables. Otras sedes se encuentran en la isla de San Servolo y en la Villa Manin di Passariano en Codroipo. Algunos de los famosos artistas que enseñaron aquí fueron: Piazzetta, Tiepolo, Hayez, Nono, Ettore Tito, Arturo Martini, Alberto Viani, Carlo Scarpa, Afro, Santomaso, Emilio Vedova y Riccardo Schweizer.
En 1995 se fundó la Venice International University como un consorcio de cinco universidades y dos instituciones italianas. Desde entonces ha crecido hasta reunir dieciséis miembros, entre ellos la Universidad Autónoma de Barcelona, la Universidad de Duke o la Boston College. Ofrece cursos universitarios, seminarios intensivos, actividades extracurriculares y cocurriculares durante los dos semestres académicos (otoño y primavera) y escuelas de verano; celebrados cada año y abiertos a los estudiantes de las universidades miembro.

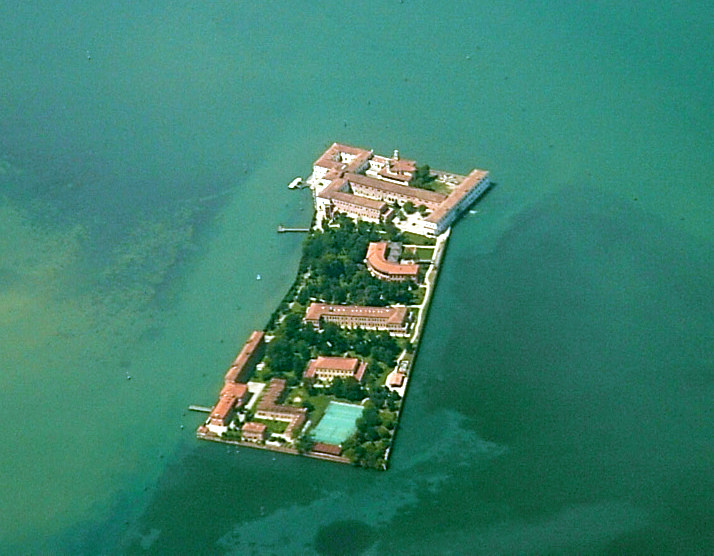
La Venice International University, fundada en 1995, está ubicada en la isla de San Servolo.

Venecia es la única ciudad italiana con una facultad eclesiástica de Derecho Canónico, "San Pío X". Su conformación actual se debe a un decreto de la Congregación para la Educación Católica del 2008. Encargado por el entonces patriarca, el cardenal Angelo Scola, la facultad se encuentra en el edificio restaurado del Seminario Patriarcal, junto a la Basílica de Santa Maria della Salute. Forma parte del centro pedagógico académico Studium Generale Marcianum, que también incluye el Instituto Superior de Ciencias Religiosas "L. Giustiniani", afiliado a la Facultad de Teología del Triveneto.
En 1876 se fundó el Conservatorio Benedetto Marcello, situado en el Palazzo Pisani Moretta desde 1940. En Mestre se encuentra la sede del curso de enfermería de la Universidad de Padua y el Laboratorio de Ciencias de la Construcción IUAV.

### Carnaval de Venecia

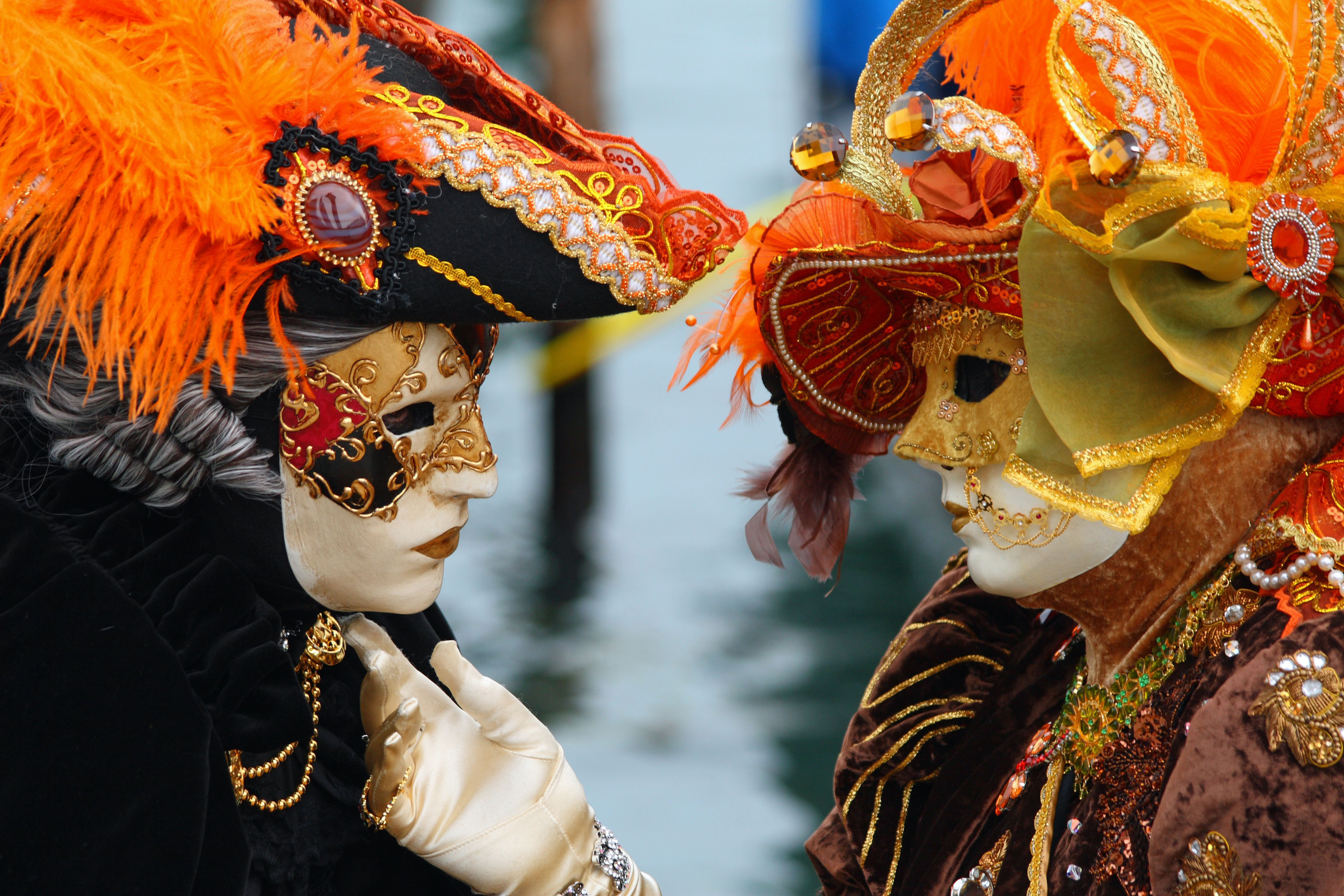
Amantes enmascarados del Carnaval de Venecia.

Sin duda alguna, la fiesta más popular de Venecia es el Carnaval. Oficialmente se declaró como festividad suprema durante el siglo XIII. Sin embargo, fue en el siglo XVIII cuando el carnaval veneciano alcanzó su máximo esplendor. A él acudían viajeros y aristócratas de toda Europa, en busca de diversión y placer. Con la decadencia de Venecia como poder mercante y militar, el carnaval palideció hasta casi desaparecer. Se recuperó algo a finales del siglo XX, con la llegada masiva de turistas a la ciudad, aunque las grandes épocas de diversión desenfrenada quedaron atrás.
Durante siglos, el carnaval fue la vía de escape de los ciudadanos para evadirse del gran control del gobierno veneciano. Con la ocupación de Venecia por el ejército de Napoleón, el carnaval quedó prohibido por miedo a las conspiraciones, aprovechando el incógnito. No se recuperó hasta 1979. Durante los diez días que dura, la gente se disfraza y sale a la calle a pasear y a hacerse fotos, ya sea en desfiles organizados o improvisados. Mayoritariamente, los disfraces son elaborados trajes coloridos de época del siglo XVII veneciano, imitando los modelos de pinturas antiguas y cubriendo el rostro con máscaras muy decoradas, que se han convertido en uno de los símbolos de la ciudad. Durante el carnaval también se organizan muchos eventos y fiestas.

## Transporte

### Canales

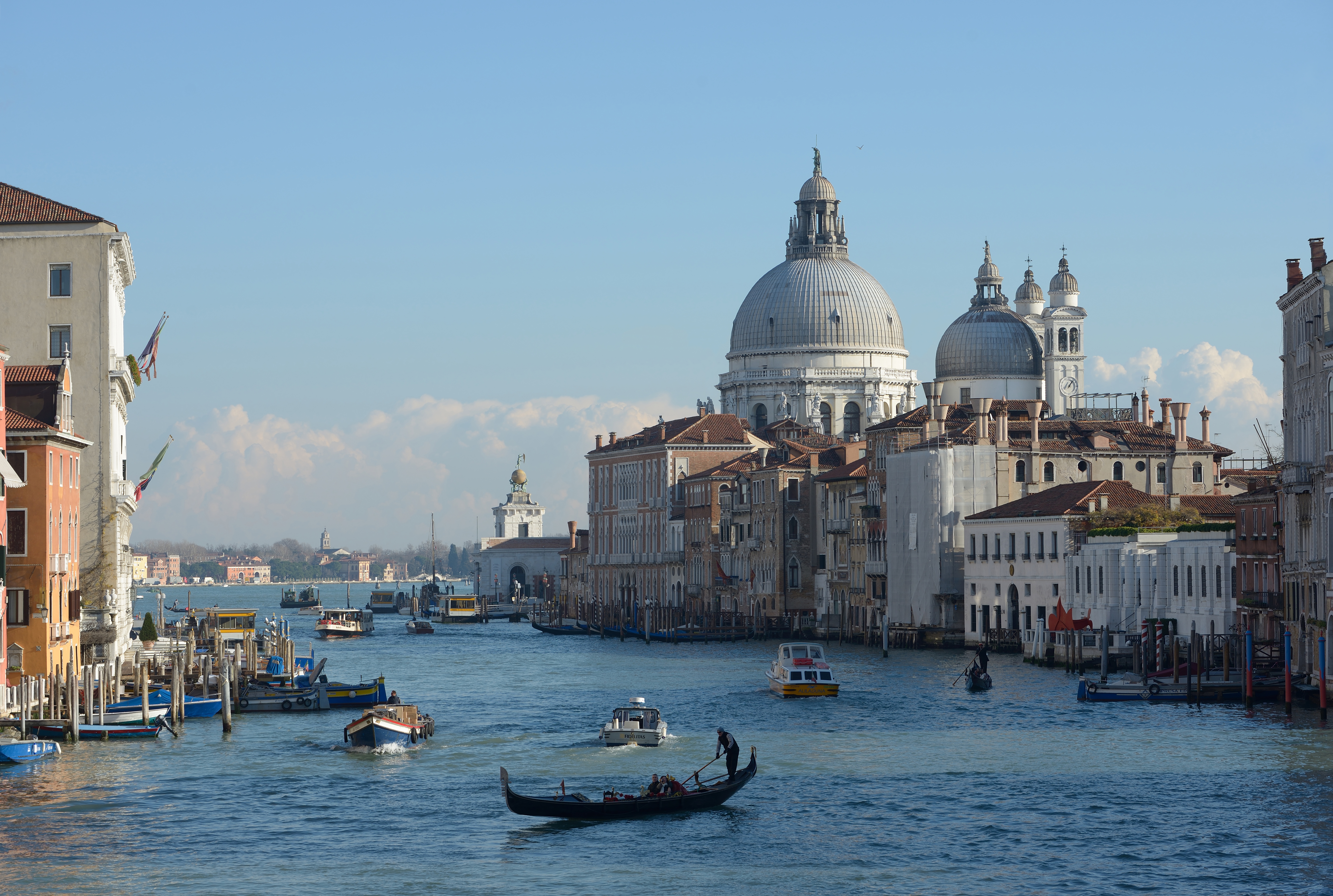
El Gran Canal de Venecia.

En Venecia son muy útiles los transportes colectivos (vaporetto). En la parte antigua del centro los únicos medios de desplazamiento son las embarcaciones privadas, los taxis (lanchas de coste elevado) y los traghetti: barcas muy parecidas a una góndola pero sin decoración, que hacen de puente en diversos puntos del Gran Canal.
La clásica embarcación veneciana es la góndola, actualmente usada fundamentalmente para turistas, bodas, funerales y otras ceremonias. La mayoría de los venecianos viajan en vaporetto, que cubren rutas regulares a lo largo del Gran Canal y entre las distintas islas lagunares. Además muchos de ellos poseen barcas o lanchas motoras a modo de automóvil.

### Conexión de la isla con el continente
El transporte rodado puede llegar a la ciudad a través del puente de la Libertad, un largo muelle a través de la Laguna Veneta dotado de vía de ferrocarril y autovía que la unen con el continente. Los autobuses y turismos particulares tienen parada y aparcamiento en el Piazzale Roma, con la entrada de la ciudad.

### Calles

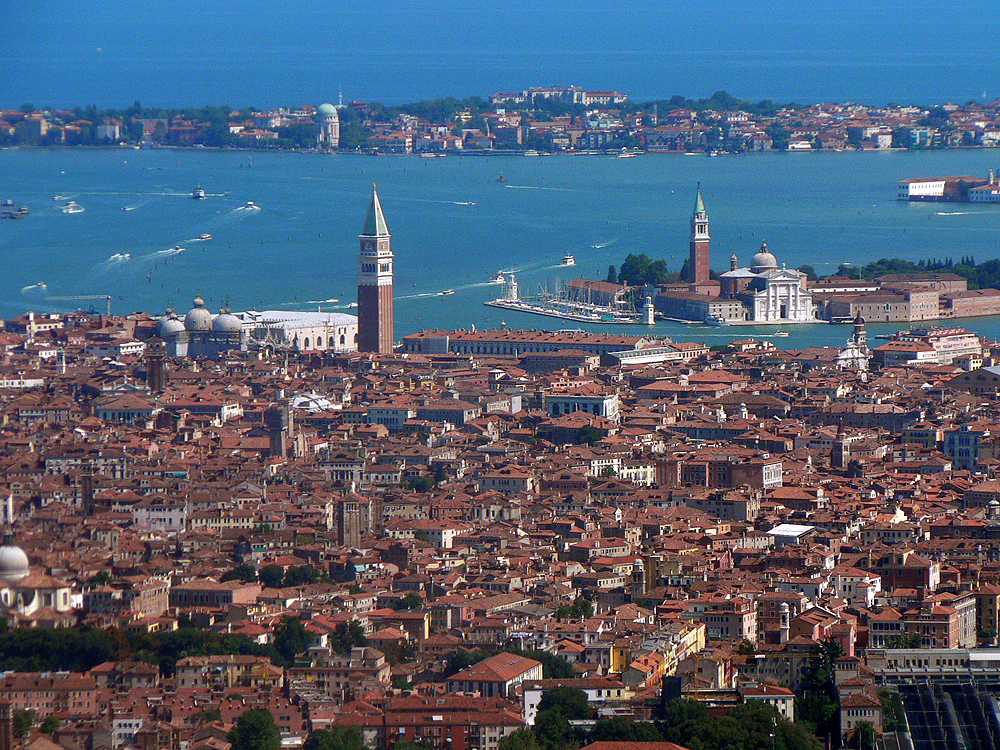
Vista aérea de Venecia.

La numeración de las calles es por barrios o sestiere, y en lugar de estar numeradas calle a calle, cada barrio tiene asignada una serie numérica.
La abundancia y trazado sinuoso de calles, canales, callejones, callejuelas y patios hace difícil la orientación del visitante. Para evitarlo, las vías y puentes están rotulados con grandes letreros y en muchos sitios se encuentran carteles que indican la dirección hacia los lugares de referencia más importantes: San Marcos, Piazzale Roma (donde está la estación de autobuses, a la entrada de la ciudad), Rialto, Academia, etc.

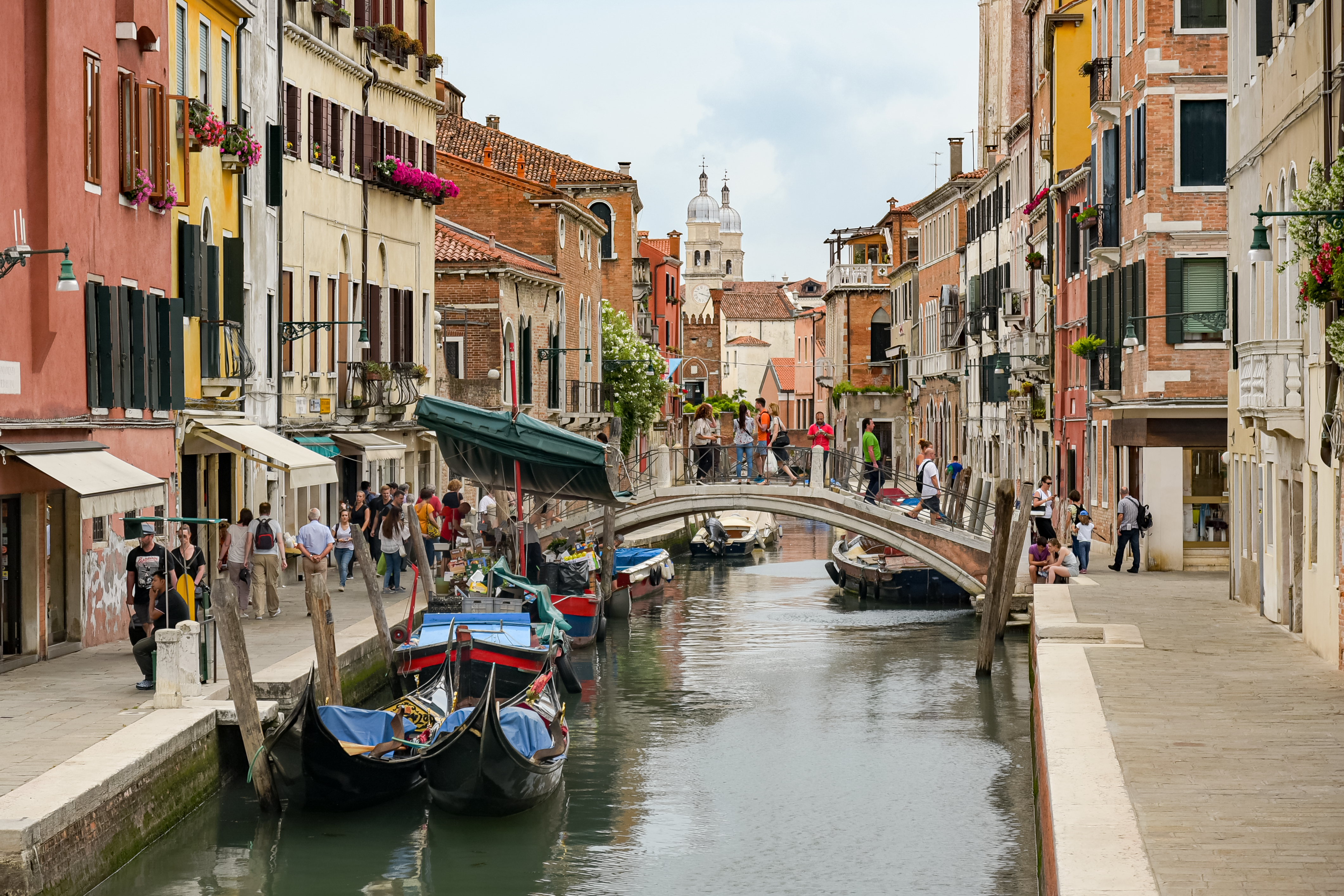
Calles con turistas y canal

Los nombres de las calles venecianas siguen conservando la nomenclatura del siglo XI, por lo que son diferentes a las del resto de ciudades italianas. Así, existen canales (que lógicamente no se consideran calles, y si son grandes se denominan canale; y si son estrechos rio), calles (que, a diferencia del resto de Italia, donde se denominan via, aquí se llaman calle), calles y muelles que discurren junto a los canales y ríos (que se llaman fondamenta), calles pequeñas flanqueadas por casas y tiendas (llamadas ruga o rughetta).
Otras denominaciones particulares son: las primeras calles que se pavimentaron reciben el nombre de salizada o salizzada; callejones pequeños, denominados ramo, calles sin salida, llamadas corte, muelles de atraque importantes, llamados riva, calles que pasan por debajo de edificios, denominadas sotoportego y plazas (todas llamadas campo o campiello según su tamaño, excepto la de San Marcos, que sí recibe el calificativo de piazza, y la de la estación de autobuses, que al ser más pequeña se llama piazzale).

### Puentes sobre el Gran Canal

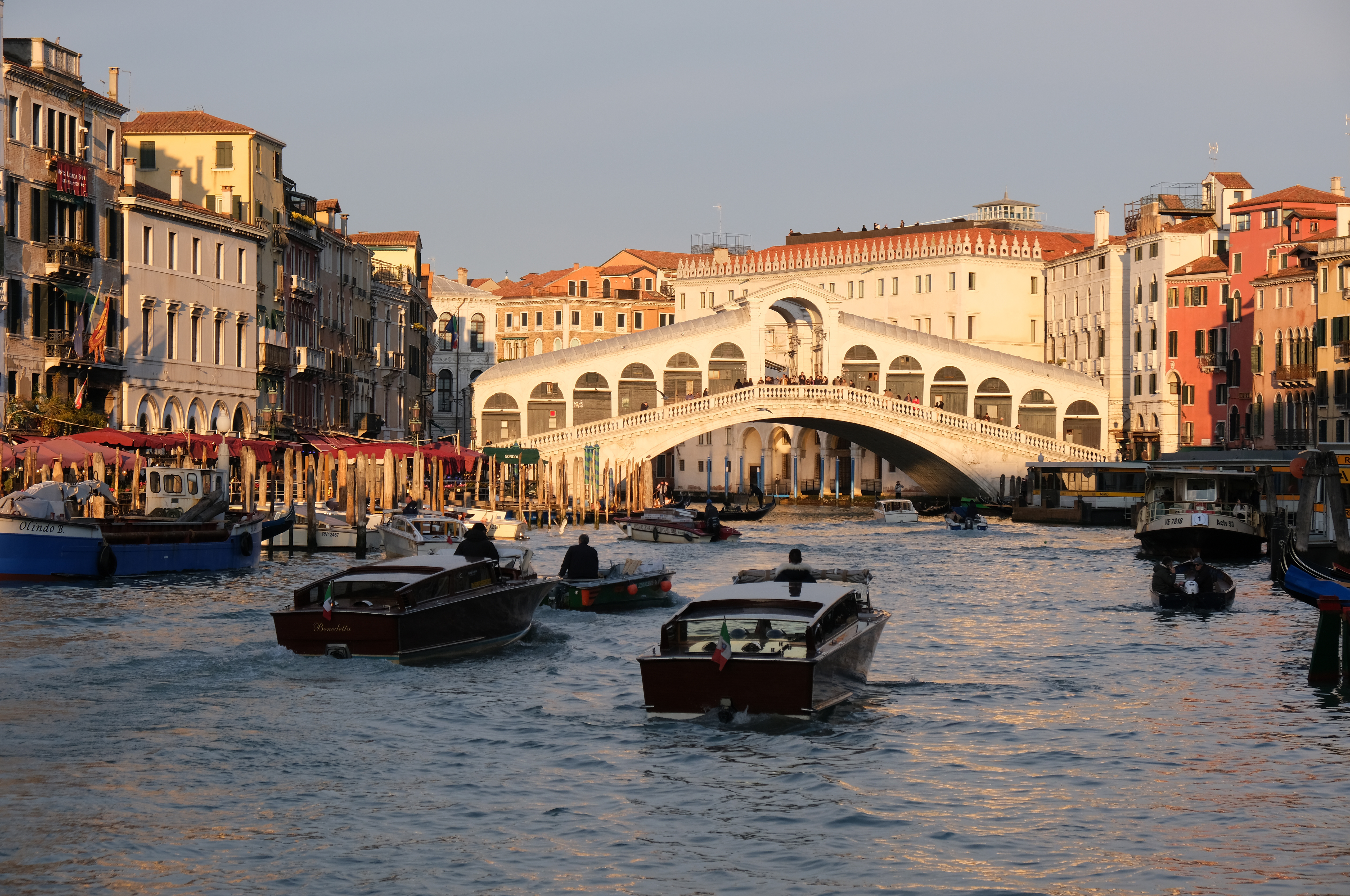
Puente de Rialto

- Puente de Rialto. Durante muchos años fue el único que cruzaba el Gran Canal. Construido por Antonio da Ponte a finales del siglo XVI, es uno de los lugares más visitados de la ciudad por sus vistas sobre el canal, y las tiendas que lo flanquean a ambos lados.
- Puente de la Academia. Data de 1933. Es una estructura de madera de arco único, con elementos de hierro.
- Puente de los Descalzos (Ponte degli Scalzi). Inaugurado en 1934.
- Puente de la Constitución, también llamado Cuarto puente o Puente de Calatrava. Inaugurado en el año 2008.

### Aeropuertos
|  | Aeropuerto                          | Código IATA | Código OACI |
|  | ----------------------------------- | ----------- | ----------- |
|  | Aeropuerto Internacional Marco Polo | VCE         | LIPZ        |
|  | Aeropuerto de Sant'Angelo Treviso   | TSF         | LIPH        |

## Organización administrativa

Sestieri de Venecia:
Cannaregio
Castello
Dorsoduro
San Marco
San Polo
Santa Croce

La ciudad histórica está dividida en seis áreas o "sestiere". Estas son Cannaregio, Castello (incluyendo San Pietro di Castello y Sant'Elena), Dorsoduro (incluyendo la Giudecca y Sacca Fisola), San Marco (incluyendo San Giorgio Maggiore), San Polo y Santa Croce. Cada sestiere fue administrado por un procurador y su personal. Hoy en día los sestiere son áreas estadísticas e históricas sin ningún grado de autonomía.
Estos distritos contienen parroquias (setenta en 1033, reducido su número por Napoleón y actualmente treinta y ocho). Estas parroquias fueron el precedente de los sestieri, que fueron creados en 1170. Otras islas de la laguna de Venecia no forman parte de ninguno de los sestieri, habiendo gozado históricamente de un considerable grado de autonomía. Cada sestiere tiene su propio sistema de numeración callejera, en el que cada casa tiene asignado un número único dentro del distrito.

## Demografía
| Gráfica de evolución demográfica de Venecia entre 1861 y 2011 |
|                                                               |
| Fuente ISTAT - elaboración gráfica de Wikipedia               |

## Patrimonio

### Plazas
Plaza de San Marcos

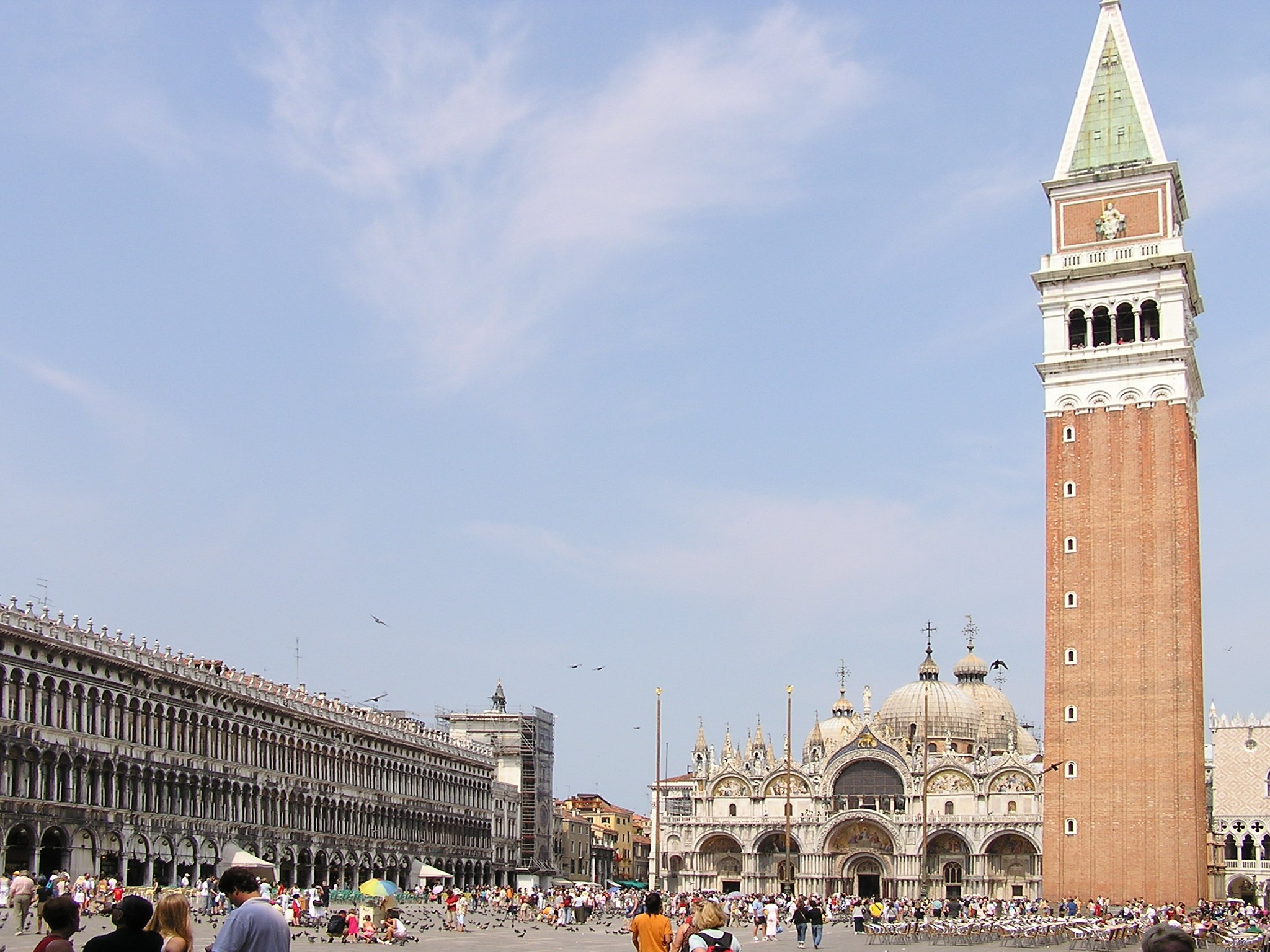
La Plaza de San Marcos, con la Basílica, el Campanile y las Procuratie Vecchie.

Napoleón Bonaparte dijo de esta plaza que era «el salón más bello de Europa». Es la única de Venecia que alcanza la categoría de piazza, pues las demás reciben el nombre de campo o piazzale. El suelo es de losas de piedra de Istria. La plaza está delimitada por edificios famosos: al fondo, la fachada de la Basílica de San Marcos, el Campanile de ladrillo (desde allí se señalaba la llegada de los barcos y se avisaba de los incendios), el Palacio Ducal y la Torre dell'Orologio. Delimitando la plaza con una longitud de casi 350 m están los dos edificios llamados Procuradurías Viejas y Procuradurías Nuevas, cuyas fachadas se abren a la plaza en una arcada continua.
El edificio de las Procuratie Vecchie ('Procuradurías Viejas') era la sede de los procuradores y magistrados encargados de la conservación de la Basílica. Construidas entre finales del siglo XV y principios del XVI, se encuentran a la derecha de la misma. En el lado opuesto están las Procuratie Nuove ('Procuradurías Nuevas'); comenzadas por Scamozzi a finales del siglo XVI, fueron terminadas por Longhena en 1640. Al fondo de la plaza, entre estos dos edificios, se admira la Fabbrica Nuova, hoy Museo Correr. En el extremo del edificio de las Procuradurías Viejas, en el ala norte de la plaza, se encuentra la torre llamada Dell'Orologio o de Los Moros; da acceso al barrio de las Mercerías. En el centro de la misma se muestra un gran reloj que señala las horas, los días y el curso de los planetas y las estrellas. En lo alto se ven las figuras conocidas como moros y que dan las horas golpeando una campana. Se puede subir a la terraza donde se encuentran estas.
El espacio que se encuentra frente al Palacio Ducal, inmediato a la Basílica, se conoce como Piazzetta, y es, quizá, el corazón de la ciudad. Rodeado de edificios de variados estilos artísticos, como la Loghetta o pórtico de acceso al Campanile, la Biblioteca de San Marcos, imponente edificio renacentista obra de Sansovino, y el propio Palazzo, se abre hacia la laguna en un muelle adornado por dos grandes columnas, con el León de san Marcos, símbolo de Venecia, culminando una, y San Teodoro, antiguo patrón de la ciudad, en la otra. Antiguamente, la plaza fue un amplio recinto herboso recorrido por un río y delimitado por dos iglesias: San Teodoro y San Gimignano.

### Palacios

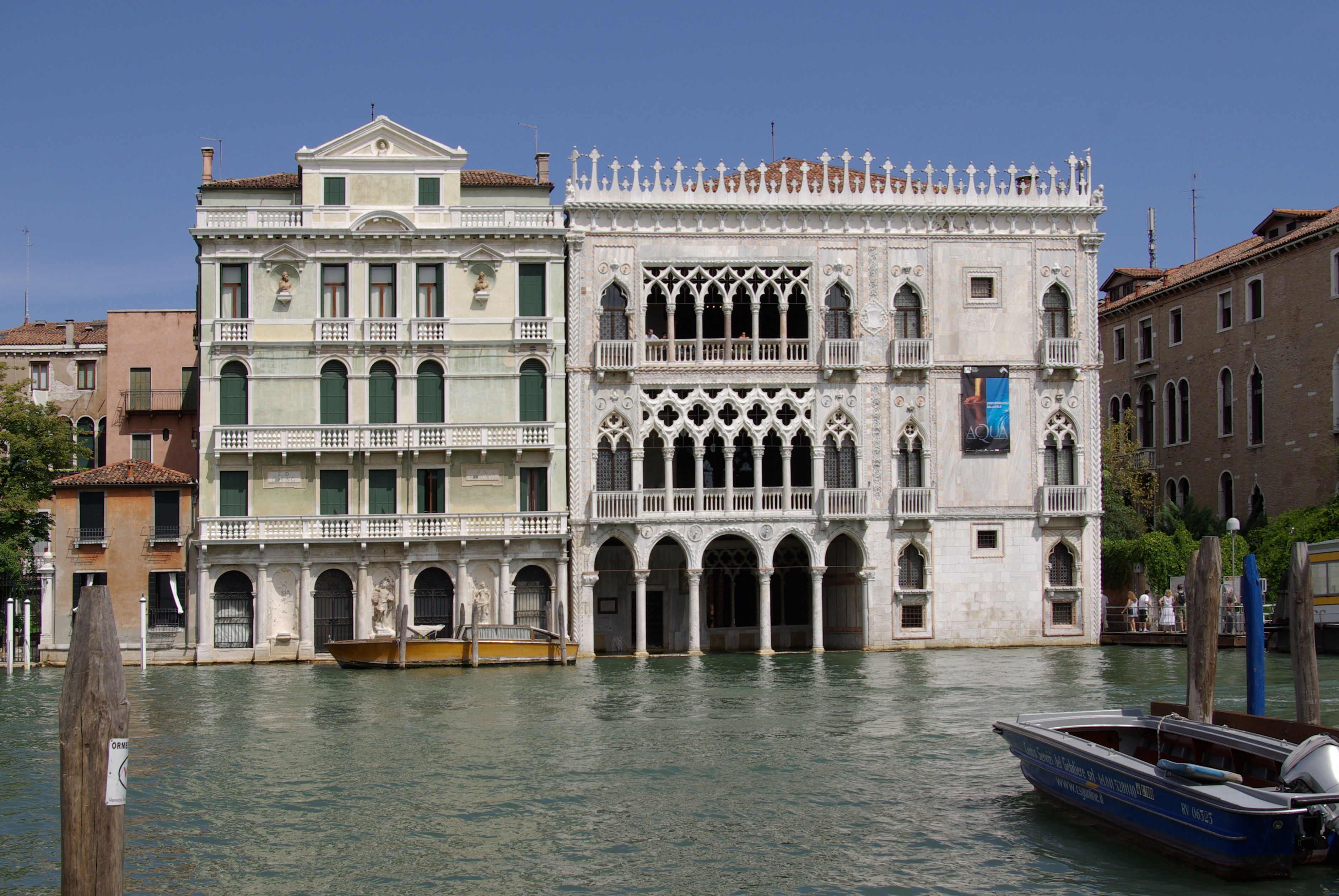
Palazzo Giusti, (izq.) y Ca' d'Oro, (der.)

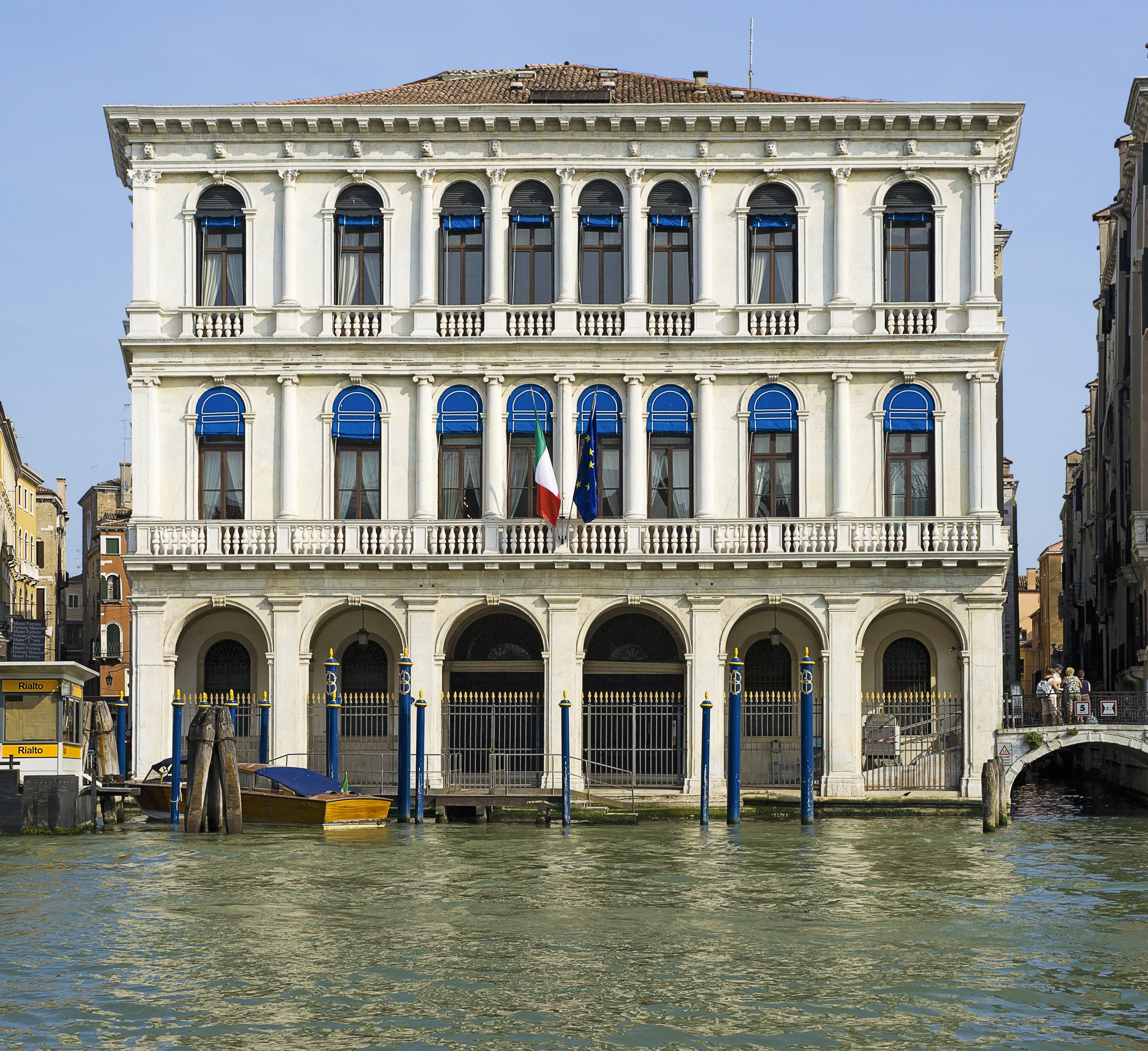
Palazzo Dolfin Manin

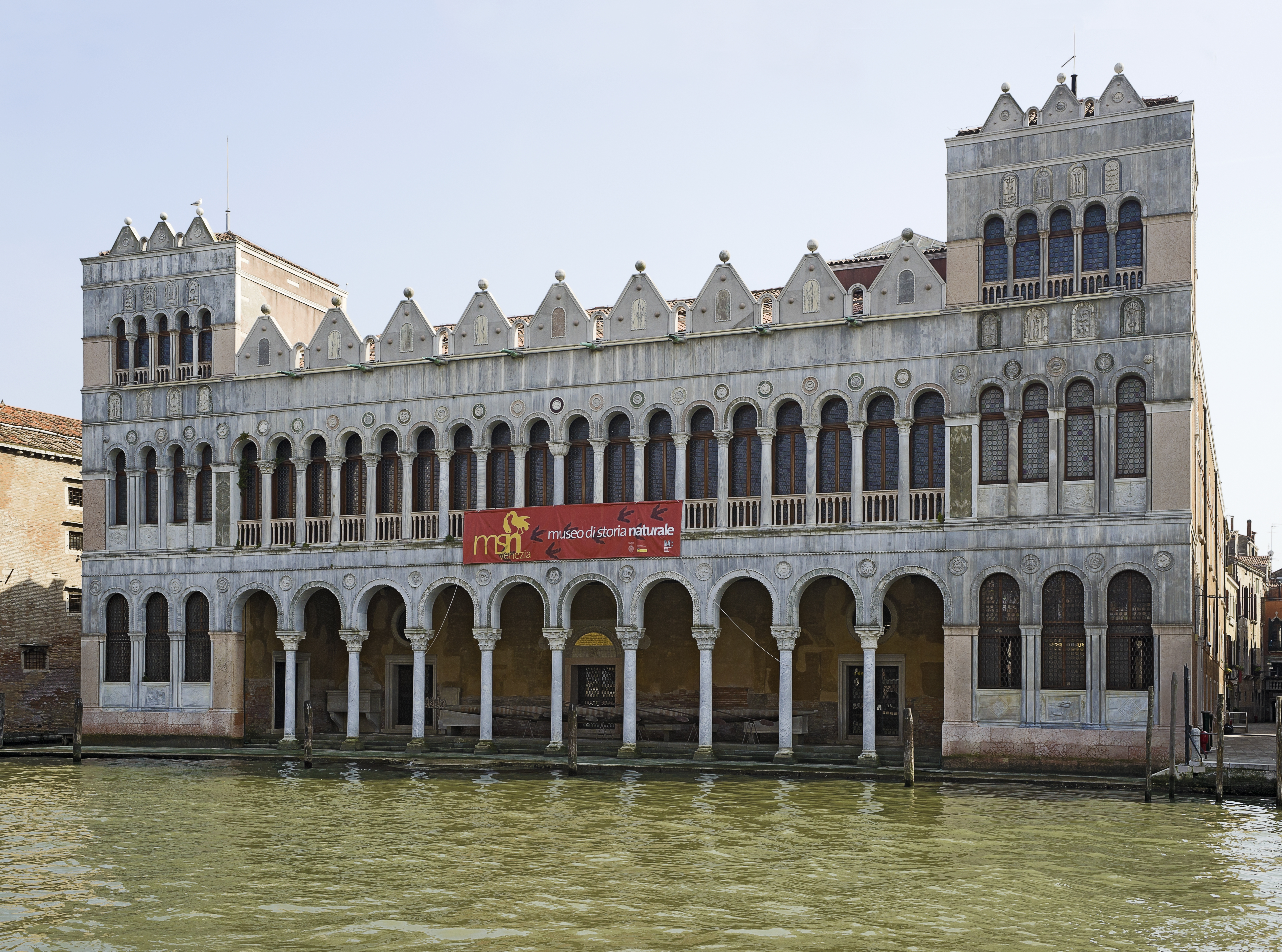
Fondaco dei Turchi

- Palazzo Ducale, edificio gótico en su mayor parte, situado en el extremo oriental de la plaza de San Marcos, sus dos fachadas más visibles miran hacia la laguna de Venecia y la plaza de San Marcos. El palacio fue residencia de los dux, sede del gobierno y de la corte de justicia y prisión de la República de Venecia. Su acceso principal es la Porta della Carta, admirable obra tardogótica cuajada de esculturas, contigua a la Basílica. Muy suntuoso es el patio del palacio, con la Escalera de los Gigantes, de Sansovino. El interior conserva parte de las estancias originales con ricas colecciones pictóricas, de autores como Tintoretto, Veronese, Palma o Tiziano.
- Ca' d'Oro. Uno de los más hermosos palacios venecianos, con característica fachada gótica de arcos mixtilíneos, fue construido por el arquitecto Bartolomeo Bon en el siglo XV, introduciendo tímidos detalles renacientes en la decoración y estructura. Alberga un importante museo en su interior.
- Ca' Rezzonico. Imponente palacio barroco, obra de Baldassare Longhena, quien pareció inspirarse en la Biblioteca de Sansovino para componer la fachada, exagerando la decoración y los volúmenes. Alberga el museo del Barroco veneciano.
- Palazzo Dolfin Manin, construido por Jacopo Sansovino para Giovanni Dolfin, señor de Verona. En él vivió el último Dogo de Venecia, Ludovico Manin.
- Palazzo Fortuny, sede del homónimo museo sobre el pintor español Mariano Fortuny y Madrazo.
- Palazzo Grassi, obra de Giorgio Massari (1748). Los encargados de restaurarlo fueron Gae Aulenti y Antonio Foscari, que lo transformaron en museo en 1986. Alberga grandes exposiciones de nivel internacional.
- Colección Peggy Guggenheim. Instalada en el Palazzo Venier dei Leoni, o Palazzo Nonfinito, por quedar inconclusas sus obras en el siglo XVIII, fue adquirido por la mecenas que lleva su nombre actual, destinándolo a su colección de arte contemporáneo, que incluye excelentes obras de Picasso, Max Ernst (segundo marido de la fundadora), Pollock y Marino Marini, entre otros. Es uno de los museos más importantes de Italia en su género.
- Palazzo Contarini del Bovolo. Muy conocido por su espectacular escalera exterior de forma helicoidal.
- Ca' Corner della Regina, sede de la Fundación Prada.
- Fondaco dei Turchi. Antigua sede de los mercaderes turcos, con espectacular fachada que da al Gran Canal.
- Palazzo Labia.
- Ca' Pesaro, obra maestra del Barroco, obra de Longhena. En él se encuentra el Museo de Arte Moderno.
- Palazzo Vendramin, palacio renacentista (1509) de ventanales geminados. En él murió Richard Wagner en 1883.
- Ca' Dario. Obra de Pierto Lombardo, con rica fachada renacentista.
- Ca' Foscari, sede de la Universidad homónima.
- Palazzo Savorgnan, del siglo XVII, es un centro de educación secundaria; sus jardines son parque público.
- Palazzi Barbaro.
- Ca' Tron.
- Palazzo Malipiero.
- Scuola Grande di San Marco.

### Iglesias

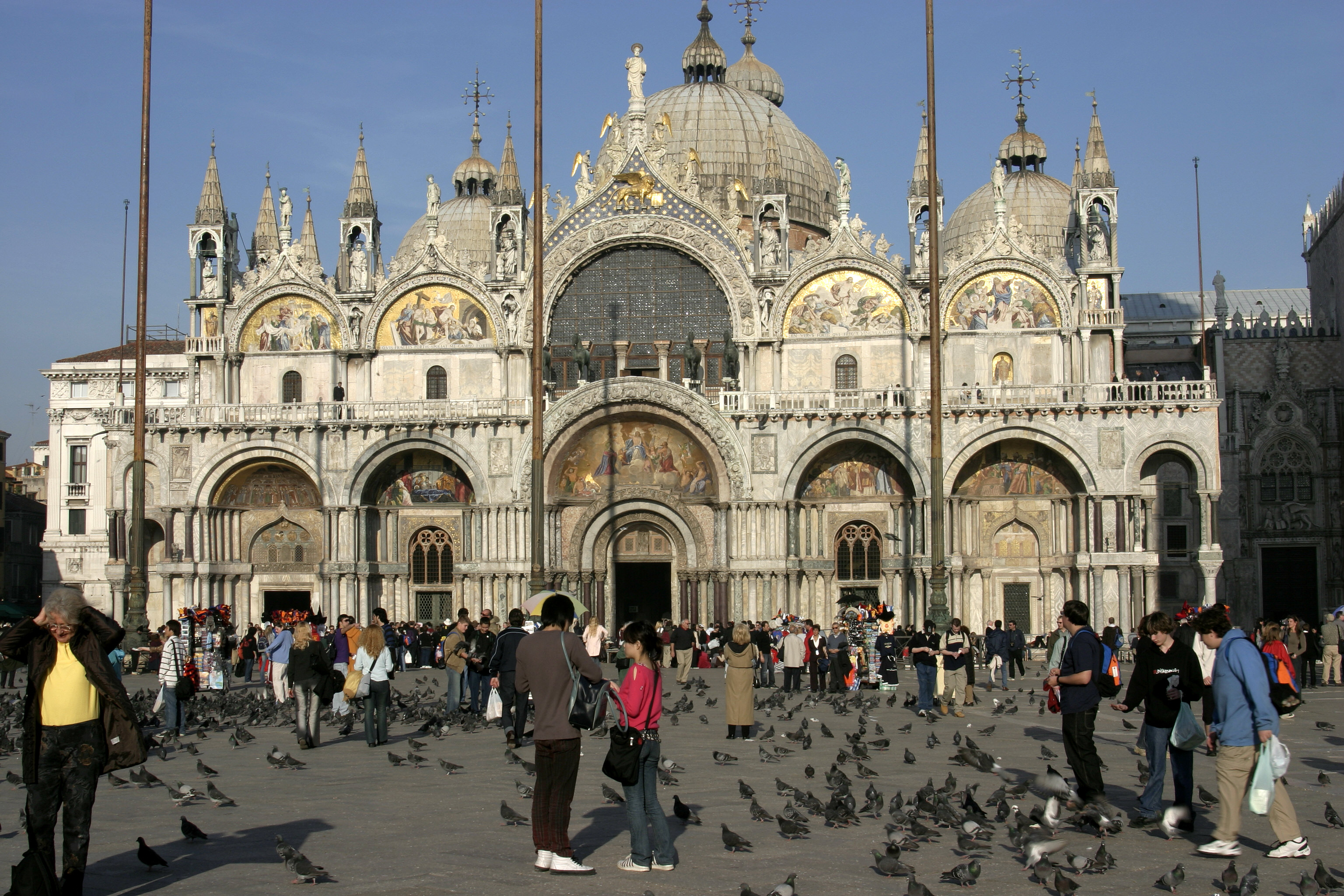
Fachada principal de la Basílica de San Marcos

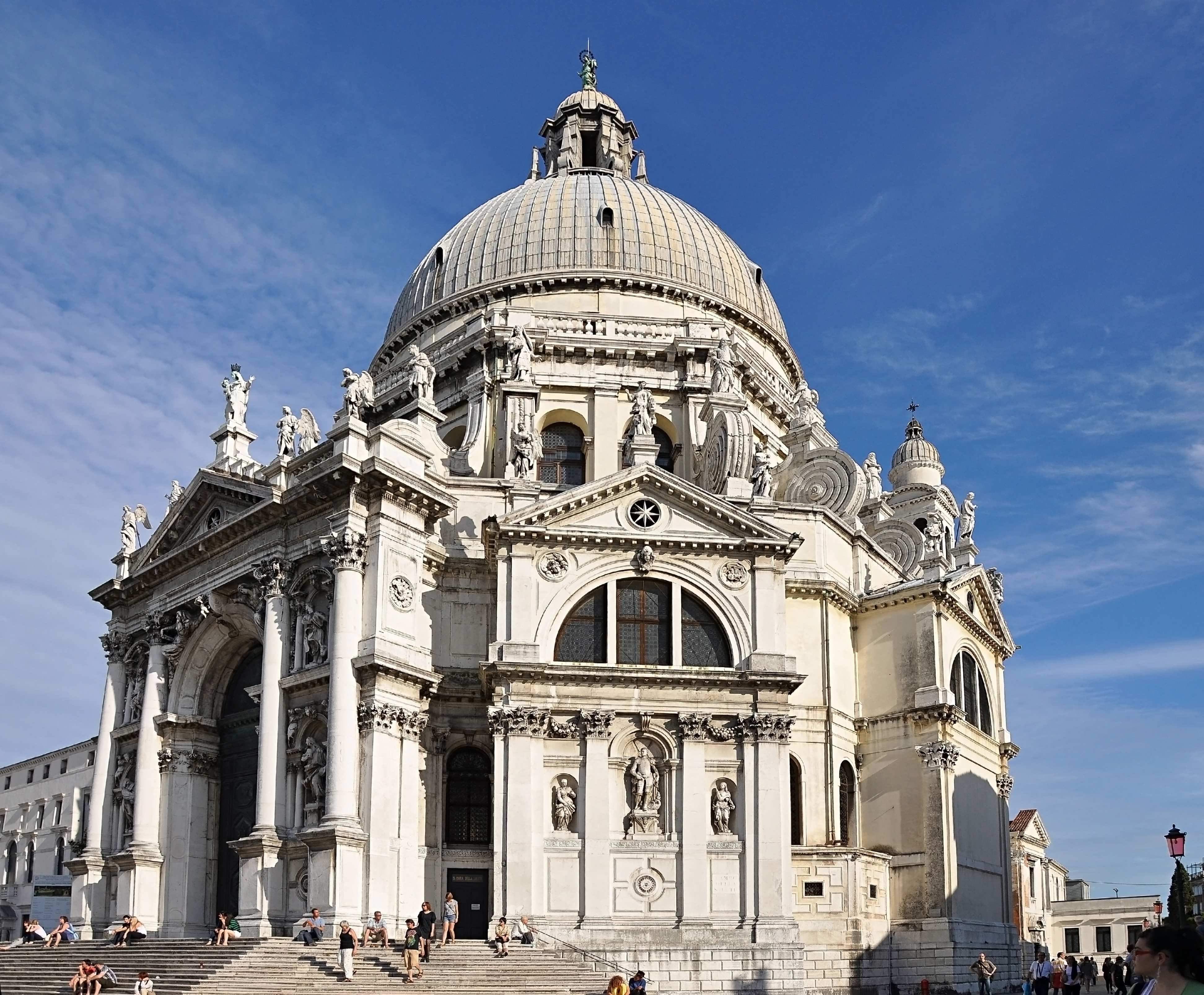
Iglesia de Santa Maria della Salute

- Basílica de San Marcos. Obra maestra de la arquitectura bizantina en Occidente, construida para albergar los restos del Evangelista Marcos, traídos de Alejandría, la actual basílica data del siglo XI. Presenta una compleja planta de cruz griega con multitud de cúpulas, nártex muy desarrollado e iconostasio. Destaca su airoso Campanile, seña de identidad de Venecia, notablemente separado del cuerpo de la basílica y precedido de la Loghetta, obra de Jacopo Sansovino. En el interior, sorprenden los mosaicos, de aire decididamente oriental, y la Pala d'Oro, pequeño retablo de filigrana de oro, esmaltes y piedras preciosas.
- Basílica de Santa Maria Gloriosa dei Frari. Famosa por albergar una de las obras maestras de Tiziano, la Asunción de la Virgen, que preside el altar mayor, es asimismo una de las obras maestras del estilo Gótico en la ciudad.
- Basílica de Santa Maria della Salute (Santa María de la Salud). Obra maestra del barroco veneciano, fue construida por Baldassare Longhena con gran suntuosidad, como tributo de la ciudad después de la gran peste de 1630. Son muy originales las grandes volutas que sostienen la cúpula, y en el interior, el escenográfico altar mayor.
- Basílica de San Giorgio Maggiore. Situada frente a la plaza de San Marcos, en la isla de San Giorgio. Comenzó la construcción de la iglesia Palladio en 1566, la fachada es obra de Vincenzo Scamozzi que la terminó en 1610. El campanile de ladrillo, a imitación del de San Marcos se levantó en 1791. En el interior hay obras de Tintoretto y una espléndida sillería.
- Iglesia del Redentore. Situada dando vista al canal de la Giudecca, es una de las obras más depuradas de Palladio, que la terminó en el año 1592.
- Iglesia de San Zaccaria. Destaca por su bella fachada marmórea, obra de Mauro Codussi, y por contener una importante colección pictórica con obras de Giovanni Bellini y Van Dyck, entre otros.
- Iglesia de San Giovanni e Paolo. Iglesia gótica construida por los dominicos entre 1234 y 1430. Conocida como San Zanipolo en el dialecto veneciano, alberga numerosas sepulturas de personajes notables, entre ellas las de 25 dogos y las de los hermanos Giovanni y Gentile Bellini, así como varias obras de Paolo Veronese.
- Iglesia de la Madonna dell'Orto, gótica, donde se encuentra enterrado Tintoretto.
- Iglesia de San Giovanni in Bragora, iglesia de origen prerrománico con fachada gótica. Aquí fue bautizado Vivaldi.
- Iglesia de San Rocco. Guarda una importante colección de pinturas de Tintoretto sobre la vida del santo titular, patrón de la Scuola anexa, que fue una de las instituciones venecianas más destacadas durante siglos.
- Iglesia de San Francesco della Vigna. Construida por Jacopo Sansovino, fue ultimada por Palladio, quien diseñó la fachada, de sobrio clasicismo.
- Iglesia de San Salvador. Construida por Tullio Lombardo y Sansovino, conserva importantes pinturas de Tiziano y Giovanni Bellini.

### Otros lugares de interés

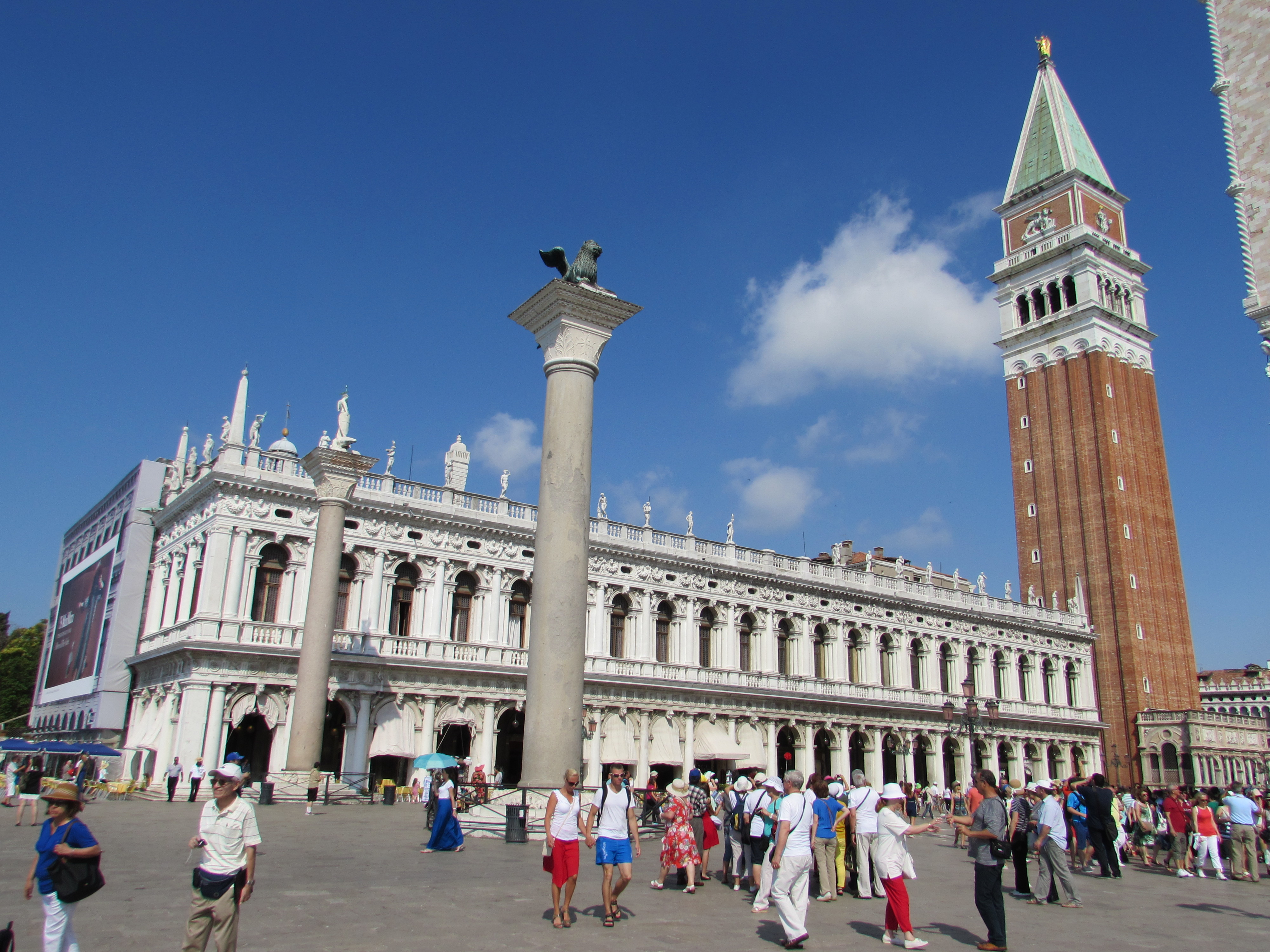
La Biblioteca Marciana.

- Biblioteca de San Marcos. Suntuoso edificio construido por Jacopo Sansovino frente al Palazzo Ducal, es una de las obras maestras de la arquitectura renacentista, notable por la armonía clásica de sus fachadas y la minuciosa decoración que las recubre. Alberga en su interior una importante colección de documentos, así como obras de los pintores venecianos más eminentes.
- Arsenal de Venecia. El mayor complejo industrial de la Europa anterior a la Revolución Industrial.
- Galería de la Academia. Tiene su origen en la Academia de artes fundada en el siglo XVIII. Este museo es quizá el más rico en pintura veneciana del mundo, junto con el Museo del Prado de Madrid. Casi todos los pintores que trabajaron o pasaron por Venecia están representados, y algunos, como Giorgione o Tiziano, con algunas de sus máximas creaciones.
- Teatro la Fenice. Inaugurado en 2003 tras el último incendio que lo destruyó, la reconstrucción reprodujo fielmente el antiguo teatro.
- Gran Canal. Tiene 3800 m de longitud, de 30 a 70 m de anchura y 5 m máximo de profundidad. A sus orillas, se levantan cerca de 200 palazzos, construidos desde el siglo XII al XVIII. Los venecianos le llaman el canalazzo. Los canales menores se llaman rii. Lo atraviesan cuatro puentes, siendo el Puente de Rialto el más antiguo.
- Piombi. Es una antigua prisión ubicada en el ático del Palacio Ducal de Venecia.
- Scuola Grande di San Rocco. Sede de una de las más importantes scuolas o cofradías caritativas venecianas, alberga un importante ciclo de pinturas de Tintoretto.
- Teatro San Moisè.

## Deportes
El más veneciano de los deportes es la voga veneta o voga alla veneta, una técnica de remo practicada en la laguna véneta en la que los remeros se sitúan de pie en la embarcación, mirando hacia delante. Ejemplo de ello es la forma en la que los gondoleros reman en sus embarcaciones.
El principal club de fútbol de la ciudad es el Venezia FC, fundado en 1907 y que juega actualmente en la Serie B. El equipo disputa sus partidos como local en el Stadio Pierluigi Penzo, ubicado en el sestiere de Castello, siendo uno de los estadios más antiguos de Italia inaugurado en 1913.
El club de baloncesto de la ciudad es el Reyer Venezia Mestre, fundado en 1872 como el club de gimnasia Società Sportiva Costantino Reyer, y en 1907 como club de baloncesto. El Reyer disputa actualmente la Lega Basket Serie A. El equipo masculino ha sido campeón de Italia en 1942, 1943, 2017 y 2019. Su estadio es el Palasport Giuseppe Taliercio, situado en Mestre. El presidente del club, Luigi Brugnaro, es también el alcalde de la ciudad.
| Equipo               | Deporte    | Competición         | Estadio                  | Creación  |
| -------------------- | ---------- | ------------------- | ------------------------ | --------- |
| Venezia FC           | Fútbol     | Serie B             | Stadio Pierluigi Penzo   | 1907      |
| Veneziamestre Rugby  | Rugby      | Desaparecido        | Centro Sportivo Comunale | 1986-2011 |
| Reyer Venezia Mestre | Baloncesto | Lega Basket Serie A | Palasport Taliercio      | 1925      |

## Gastronomía

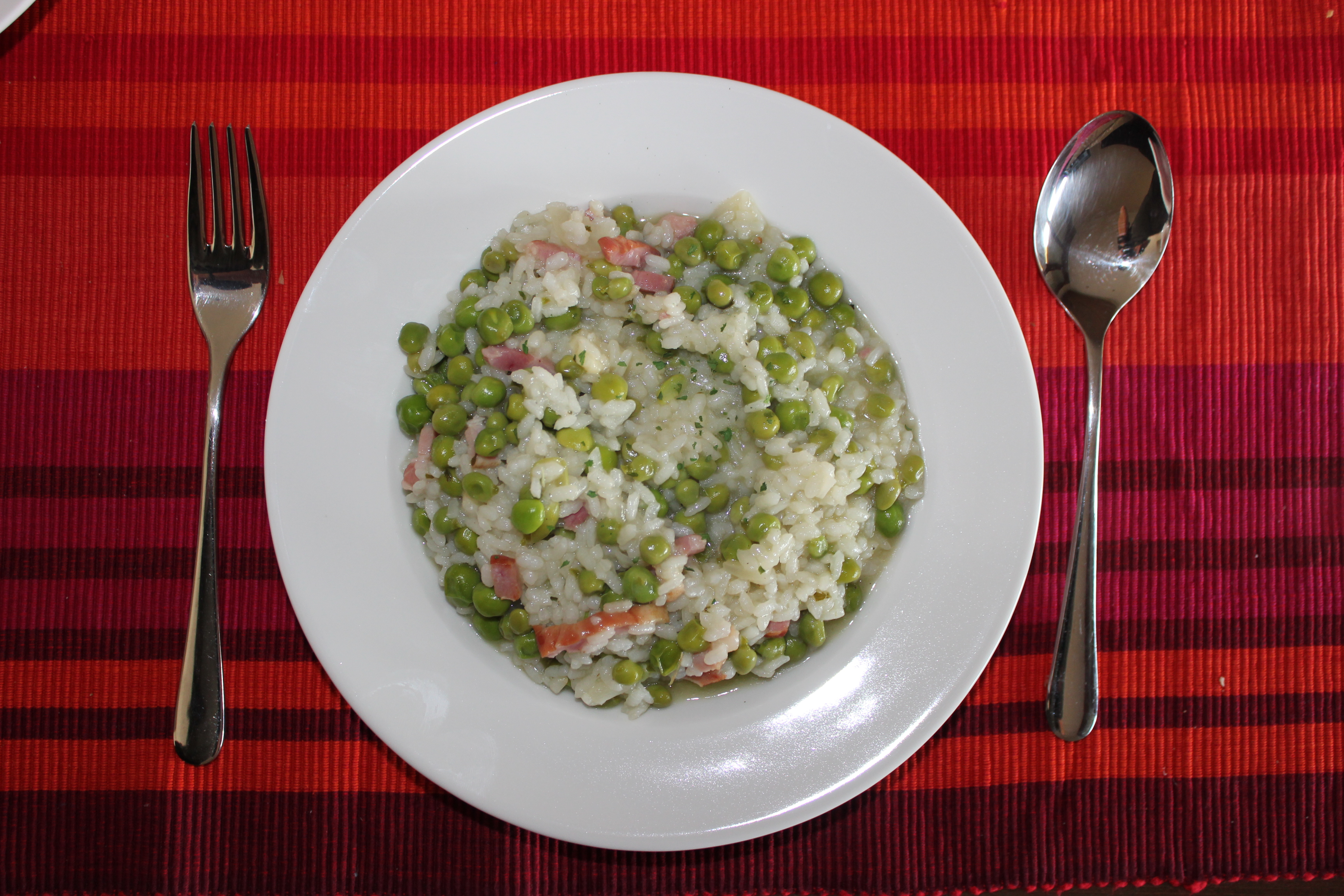
Risi e bisi

Entre los diversos platos típicos se encuentran el pescado del mar Adriático (lo más típico son las gambas, calamares, cangrejos de Murano o las sardinas), el carpaccio con queso parmesano, el hígado a la veneciana, el arroz a la "pescatora", el "risi e bisi" (arroz con guisantes) y el "mandolato" (turrón crujiente con almendra).
La bebida más típica en la ciudad es el spritz, un refresco con alcohol, muy tradicional de la zona del Véneto. Se puede tomar acompañado de bitter. También es muy típico el crodino, una bebida no alcohólica; el prosecco, un espumoso; el bellini, un cóctel con vino y zumo de melocotón blanco; el "bussulai", bebida a base de canela, o el sgroppino, un licor con sorbete de limón, vodka y prosecco.

## Ciudades hermanadas[19]
Venecia está hermanada con las siguientes ciudades:
- Dubrovnik (Croacia, 2012)
- San Petersburgo  (Rusia, 2012)
- Ereván (Armenia, 2011)
- Estambul (Turquía, 2007)
- Núremberg (Alemania, acuerdo de cooperación, 1999)
- Sarajevo (Bosnia y Herzegovina, 1994)
- Tallin (Estonia, 1980)
- Tesalónica (Grecia, acuerdo de cooperación, 2003)

## En la cultura popular
La ciudad de Venecia ha sido objeto de múltiples obras en todas las disciplinas artísticas. Por ejemplo, las siguientes:
- La novela Venecia, de Henri de Régnier.
- La novela La muerte en Venecia, novela corta de Thomas Mann.
- La película Muerte en Venecia, película franco-italiana de 1971, dirigida por Luchino Visconti.
- La ópera en dos actos El Mercader de Venecia  de Reynaldo Hahn estrenada en la Opera de París, el 25 de marzo de 1935.
- La ópera en dos actos Muerte en Venecia, de 1973, de Benjamin Britten.
- La película Atlantide (2021), de Yuri Ancarini.
- La película española Veneciafrenia de 2021, dirigida por Álex de la Iglesia.
- La película A Haunting in Venice (Misterio en Venecia en España), de 2023, dirigida por Kenneth Branagh.
- La película Don't Look Now (Amenaza en la sombra en España) de 1973, dirigida por Nicolas Roeg.
- La ópera The Merchant of Venice de André Tchaikowsky, estrenada en el Bregenz Festival[20][21] el  18 de julio de 2013.
- Venecia sin ti, canción compuesta por Charles Aznavour
- Pequeña Venezia, canción compuesta por María Teresa Chacín